# Hôtel de Clermont-Tonnerre
Pour les articles homonymes, voir Hôtel de Clermont.
L'hôtel de Clermont-Tonnerre est un hôtel particulier situé sur la place des Vosges à Paris, en France.
L'ancien hôtel de Clermont-Tonnerre était quant à lui situé au 27, quai de la Tournelle, dans le 5e arrondissement.

## Localisation
L'hôtel de Clermont-Tonnerre est situé dans le 4e arrondissement de Paris, au 18 place des Vosges. Il se trouve sur le côté est de la place, entre les hôtels d'Asfeldt et d'Angennes de Rambouillet.

## Historique
L'hôtel date du début du XVIIe siècle.
L'édifice est classé au titre des monuments historiques en 1954.